# تيتوف (مسلسل)
تيتوف مسلسل رسوم متحركة فرنسي انتج في عام 2001. وتمت دبلجة المسلسل للغة العربية بواسطة مركز الزهرة وعرض المسلسل على قناة سبيس تون.